# Aeropuerto Internacional de Erenhot Saiwusu
El Aeropuerto Internacional de Erenhot Saiwusu  (en chino: 二连浩特赛乌苏国际机场) (IATA: ERL, ICAO: ZBER) es un aeropuerto que sirve la ciudad de Erenhot, Región Autónoma de Mongolia Interior, al norte de la República Popular de China. Se encuentra cerca de la ciudad de Saiwusu, 27 kilómetros al sureste de la ciudad y a 32 kilómetros de la frontera con Mongolia. La construcción se inició en junio de 2008 con una inversión total de 257 millones de yuanes, y el aeropuerto fue inaugurado el 1 de abril de 2010.  Debido a su proximidad a la frontera el aeropuerto atrae a una parte sustancial de sus pasajeros desde Mongolia.

## Estadísticas
Ver fuente y consulta Wikidata.